# Colibri géant
Patagona gigas
Genre
Espèce
Statut de conservation UICN

 LC  : Préoccupation mineure
Répartition géographique
Statut CITES
Le Colibri géant (Patagona gigas) est une espèce de colibri des Andes, le plus grand de cette famille (Trochilidae). C'est la seule espèce du genre Patagona.

## Description
Il mesure 22 cm pour un poids de 18 g. Son plumage possède une teinte terne inhabituelle chez les colibris aux couleurs généralement brillantes : beige rosé sous la gorge et le ventre, gris verdâtre sur le dos et les ailes.
De la taille d'un Martinet ou d'une Guifette, il vole sur place comme ses congénères, mais les battements de ses ailes sont moins rapides (8 à 10 battements par seconde) et font penser à ceux d'un papillon.
Au repos, les ailes dépassent largement du dos et de la queue, comme chez le martinet. Le bec est long, noir et légèrement recourbé vers le bas. Les pattes sont petites et noires.
Le Colibri géant butine les fleurs aux corolles tubulaires, comme celles des Puya spp. ou de Nicotiana glauca (Solanacée arbustive des Andes sèches de Bolivie). Sa présence est liée à la période de floraison des plantes dont il se nourrit : par exemple au début de la saison des pluies (décembre, janvier, février) dans les Andes méridionales du Pérou (Ayacucho) lorsque fleurissent les Puyas, ou presque toute l'année dans les canyons alluvionnaires des environs de La Paz, en Bolivie, où les Nicotiana glauca sont constamment fleuries.

## Sous-espèces
D'après Alan P. Peterson, il existe deux sous-espèces :
- Patagona gigas gigas  (Vieillot, 1824) ;
- Patagona gigas peruviana  Boucard, 1893.